# Christoph Heinrich von Dziembowski-Pomian
Christoph Heinrich von Dziembowski-Pomian (geb. im 17. oder 18. Jahrhundert; gest. 1768) war ein preußischer Landrat.

## Leben
Christoph Heinrich von Dziembowski-Pomian saß auf Pawonkau und erwarb am 7. November 1763 das schlesische Inkolat. Er war erst Kreisdeputierter, bevor er 1763 Nachfolger von Adam Heinrich von Jordan als Landrat des Kreises Lublinitz wurde. Das Amt als Landrat übte er bis zu seinem Tod im Jahr 1768 aus, Nachfolger wurde Johann Christoph Alexander von Stosch.